# Campeonato Sul-Americano de Rugby Seven Feminino de 2008
O Campeonato Sul-Americano de Rugby Seven Feminino de 2008 foi a IV edição deste torneio. O torneio foi realizado em Punta del Este, no Uruguai e foi vencido pela Seleção Brasileira.

## Seleções participantes
- Argentina
- Brasil
- Chile
- Colômbia
- Paraguai
- Peru
- Uruguai
- Venezuela

## Jogos
| Data                  | Chave A           | Chave A           | Chave A           |
| --------------------- | ----------------- | ----------------- | ----------------- |
| 18 de Janeiro de 2008 | Brasil            | 38-0              | Chile             |
| 18 de Janeiro de 2008 | Argentina         | 32-6              | Paraguai          |
| 18 de Janeiro de 2008 | Brasil            | 62-0              | Paraguai          |
| 18 de Janeiro de 2008 | Argentina         | 5-5               | Chile             |
| 18 de Janeiro de 2008 | Chile             | 17-0              | Paraguai          |
| 18 de Janeiro de 2008 | Brasil            | 19-0              | Argentina         |
| Data                  | Chave B           | Chave B           | Chave B           |
| 18 de Janeiro de 2008 | Uruguai           | 12-10             | Colômbia          |
| 18 de Janeiro de 2008 | Venezuela         | 34-0              | Peru              |
| 18 de Janeiro de 2008 | Colômbia          | 22-0              | Peru              |
| 18 de Janeiro de 2008 | Venezuela         | 0-17              | Uruguai           |
| 18 de Janeiro de 2008 | Uruguai           | 22-5              | Peru              |
| 18 de Janeiro de 2008 | Venezuela         | 24-10             | Colômbia          |
| Data                  | Semifinais Bronze | Semifinais Bronze | Semifinais Bronze |
| 19 de Janeiro de 2008 | Chile             | 19-0              | Peru              |
| 19 de Janeiro de 2008 | Colômbia          | 31-0              | Paraguai          |
| Data                  | Semifinais Ouro   | Semifinais Ouro   | Semifinais Ouro   |
| 19 de Janeiro de 2008 | Brasil            | 24-0              | Venezuela         |
| 19 de Janeiro de 2008 | Argentina         | 12-7              | Uruguai           |
| Data                  | Final 7º e 8º     | Final 7º e 8º     | Final 7º e 8º     |
| 19 de Janeiro de 2008 | Peru              | 15-10             | Paraguai          |
| Data                  | Final Bronze 5º   | Final Bronze 5º   | Final Bronze 5º   |
| 19 de Janeiro de 2008 | Colômbia          | 17-7              | Chile             |
| Data                  | Final Prata 3º    | Final Prata 3º    | Final Prata 3º    |
| 19 de Janeiro de 2008 | Venezuela         | 15-5              | Uruguai           |
| Data                  | Final Ouro        | Final Ouro        | Final Ouro        |
| 19 de Janeiro de 2008 | Brasil            | 45-0              | Argentina         |

## Campeão
| Campeonato Sul-Americano de Rugby Seven Feminino de 2008 |
| -------------------------------------------------------- |
| BRASIL Campeão (4º título)                               |